# HD 189296
HD 189296，又名BD+56 2331，SAO 32128、HR 7634，是一颗恒星，视星等为6.12，位于銀經89.98，銀緯14.15，其B1900.0坐标为赤經19h 54m 8.6s，赤緯+56° 14.15′ 6″。